# Maciej Masłowski (historyk)

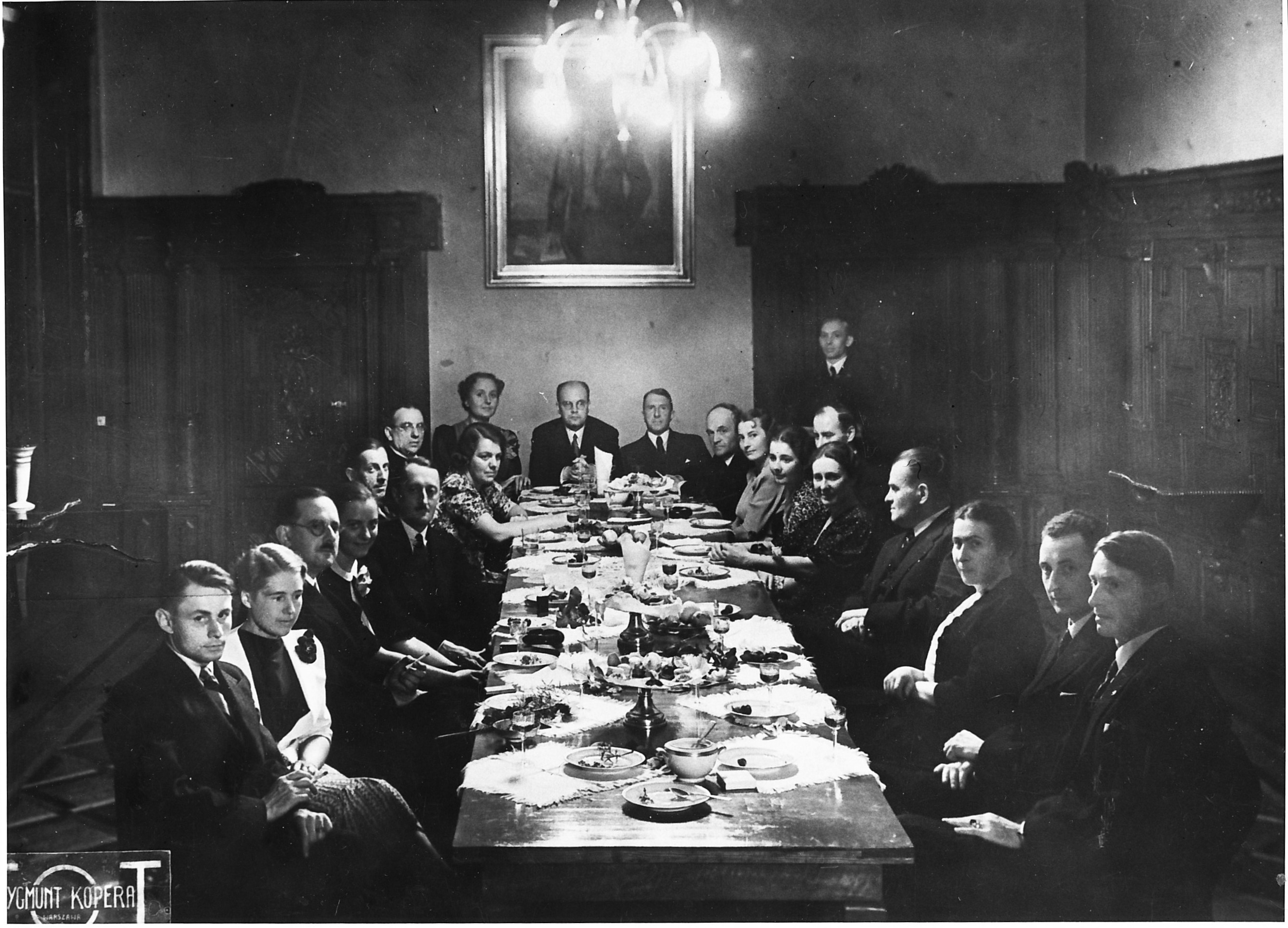
Maciej Masłowski – piąty z lewej – na zebraniu Wydziału Sztuki Ministerstwa W.R.i O.P., Warszawa, 1938, pod przewodnictwem ówczesnego naczelnika tego wydziału Władysława Zawistowskiego (siedział dziesiąty od lewej, w głębi na wprost)

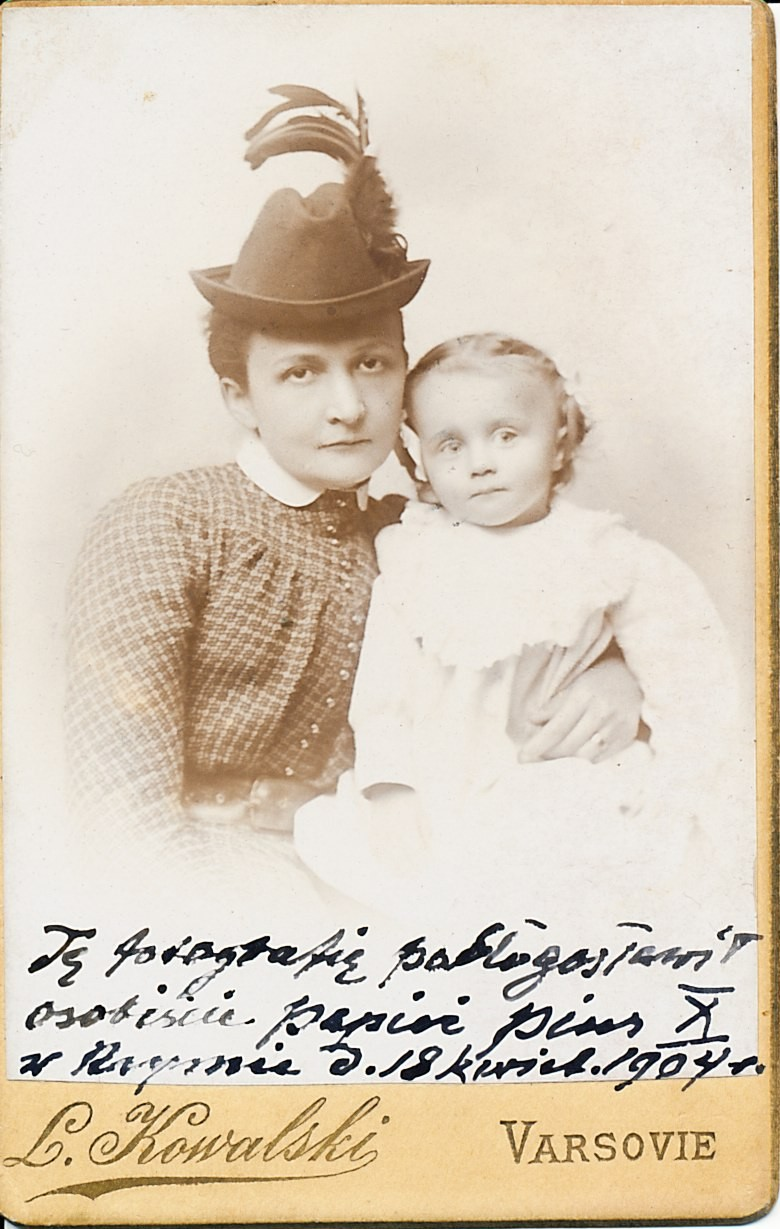
Maciej Masłowski, w wieku 3 lat i jego matka Aniela z Ponikowskich Masłowska (1904)

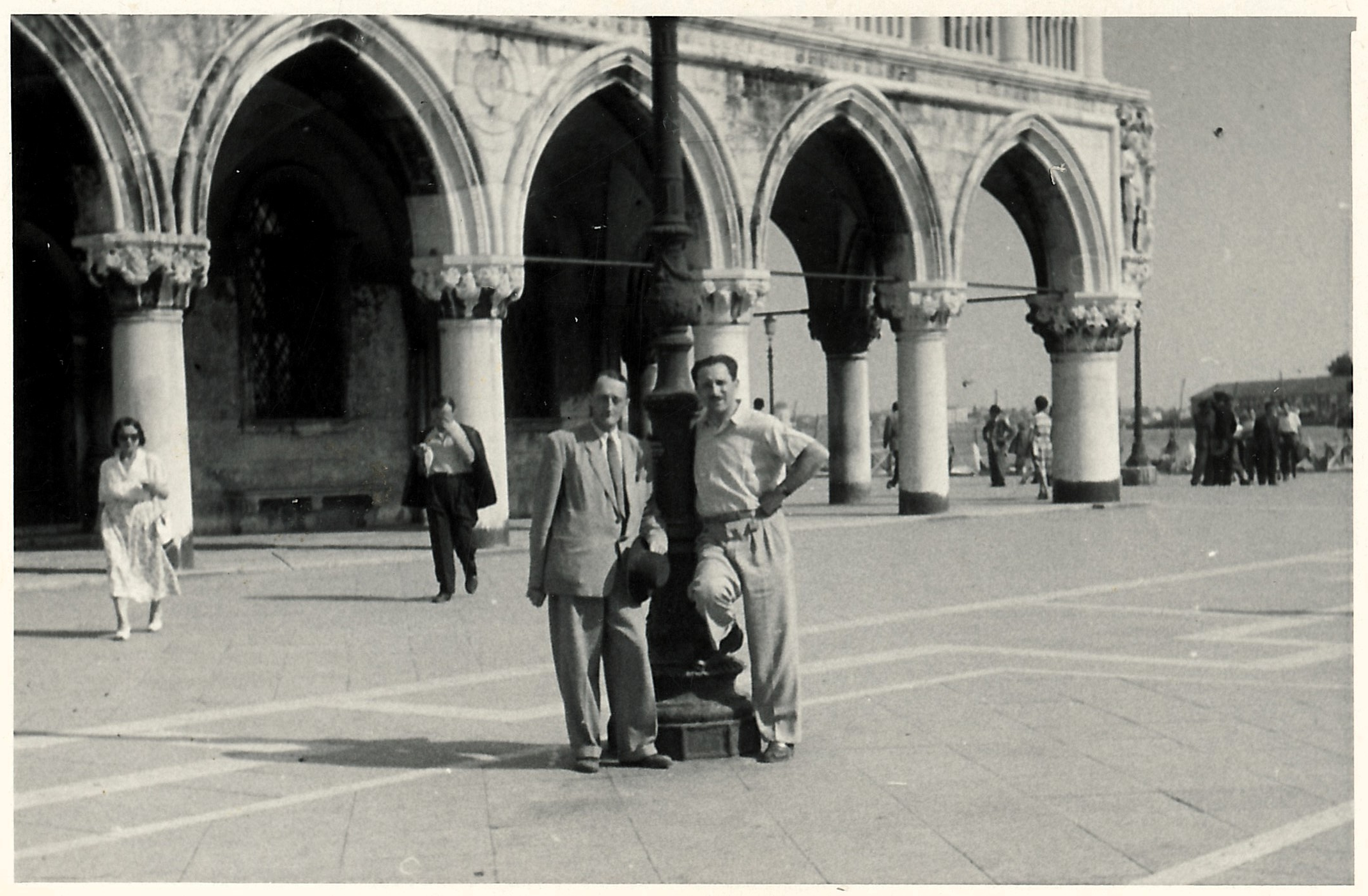
Maciej Masłowski (z lewej), w towarzystwie konsula Stefana Płońskiego, Plac św. Marka w Wenecji, sierpień 1948

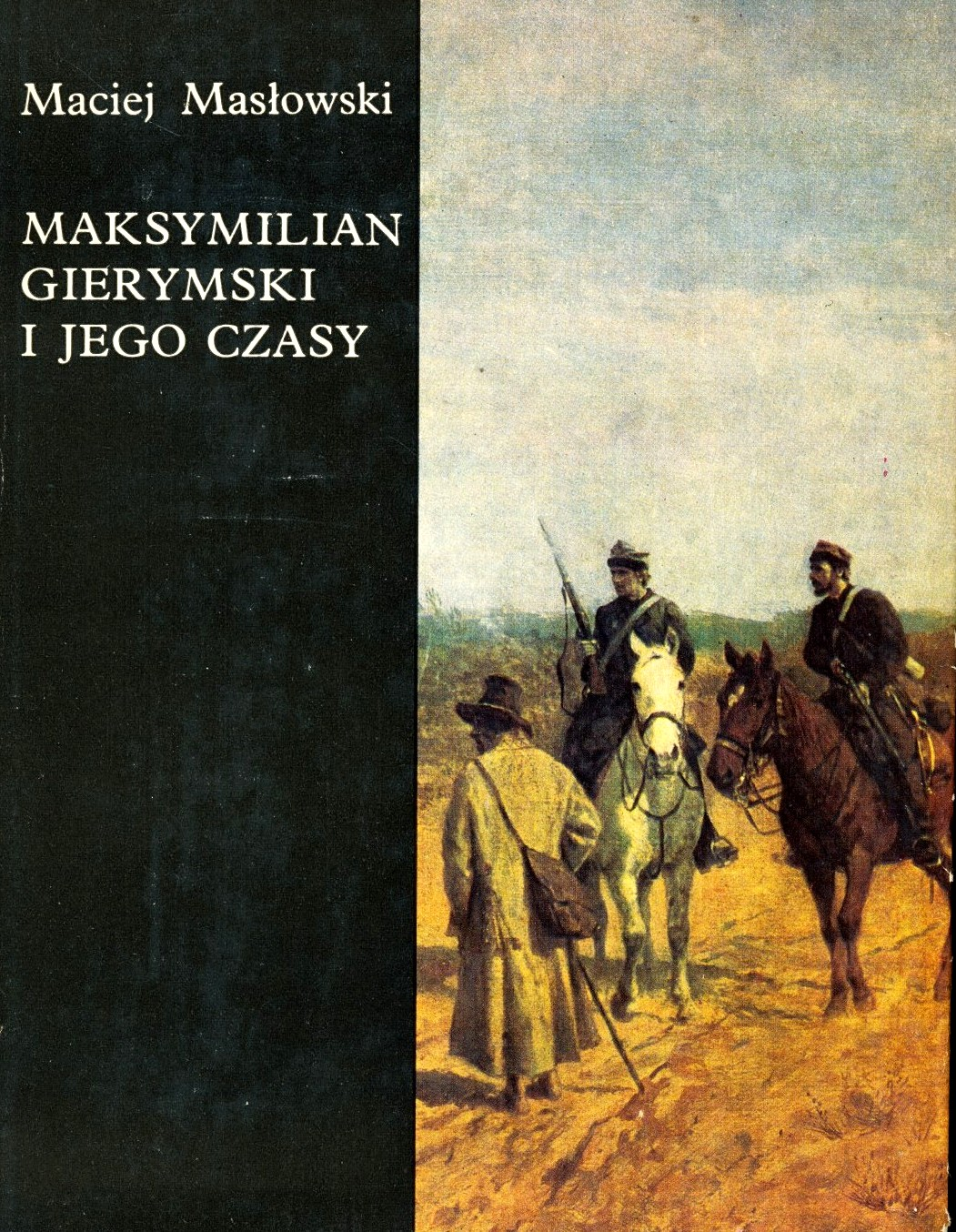
Okładka książki „Maksymilian Gierymski i jego czasy”, wyd. I, 1970

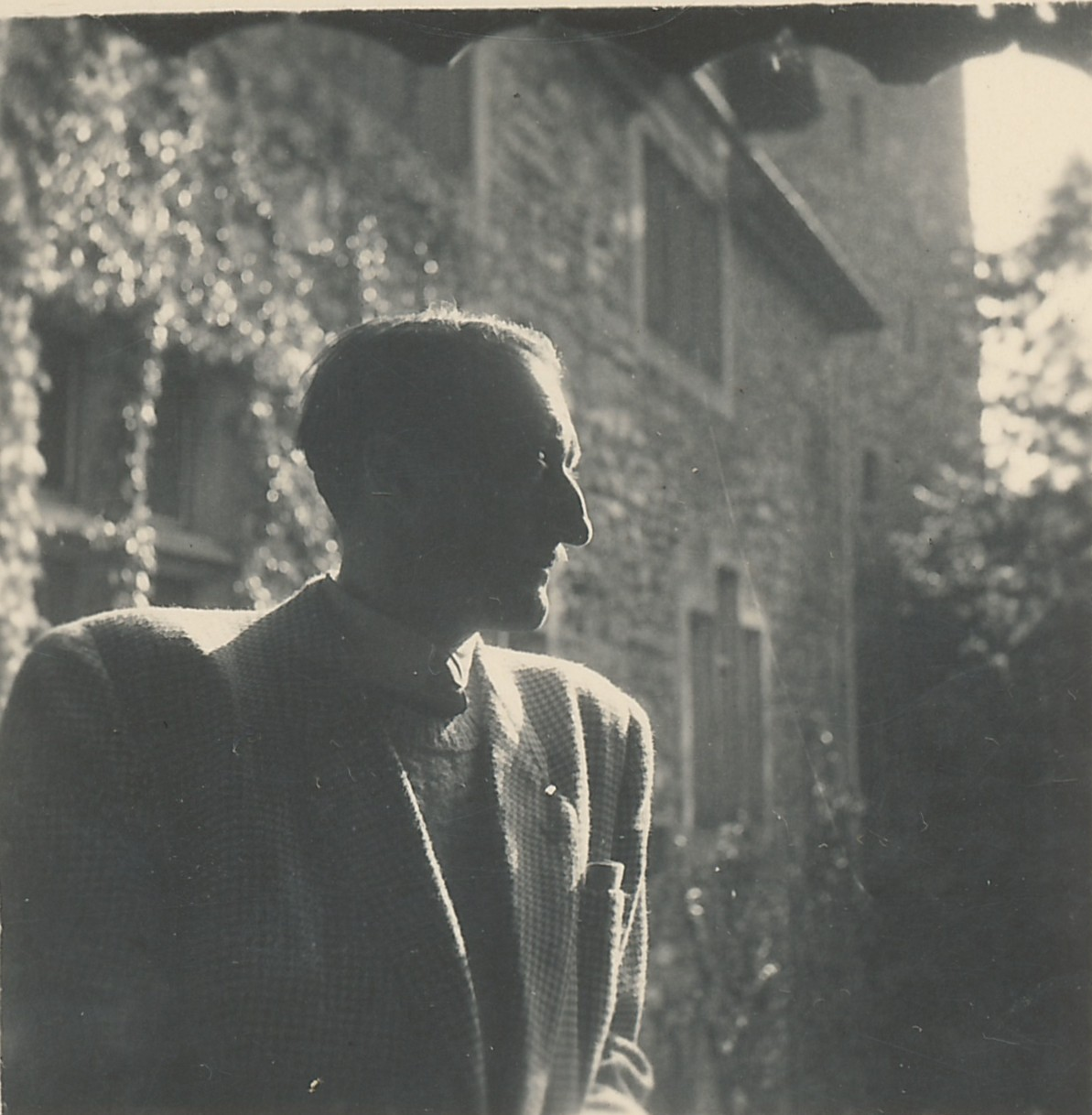
Maciej Masłowski, Muzeum Polskie w Rapperswilu, Szwajcaria, lipiec–sierpień 1948

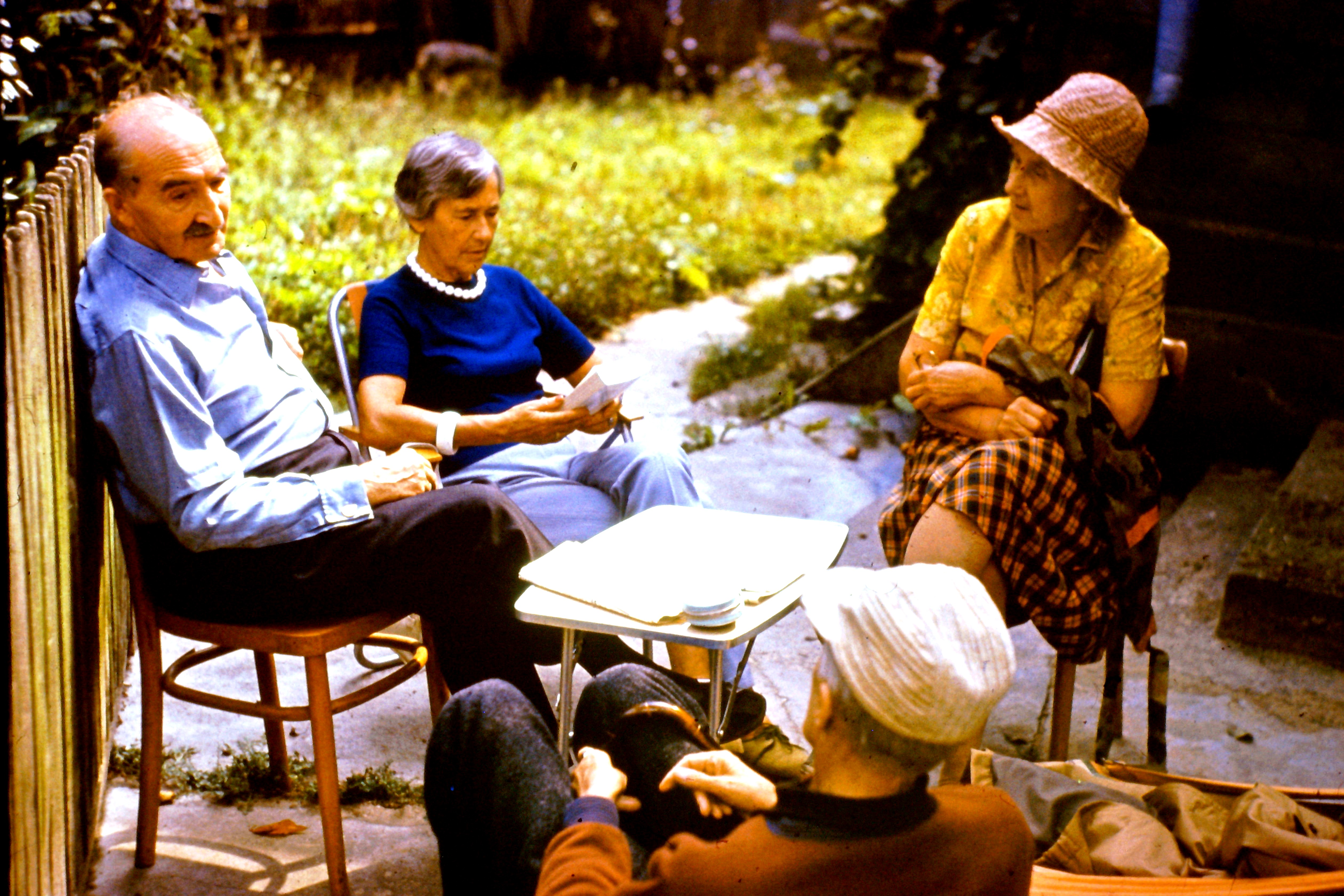
Wizyta wakacyjna Anny i Jerzego Sienkiewiczów u rodziny Masłowskich, Nur, Jerzy Sienkiewicz (po lewej), jego żona Anna z Podoskich primo voto Połujan (pośrodku), Halina Masłowska (z prawej), Maciej Masłowski siedzi odwrócony tyłem, zdjęcie z około 1975

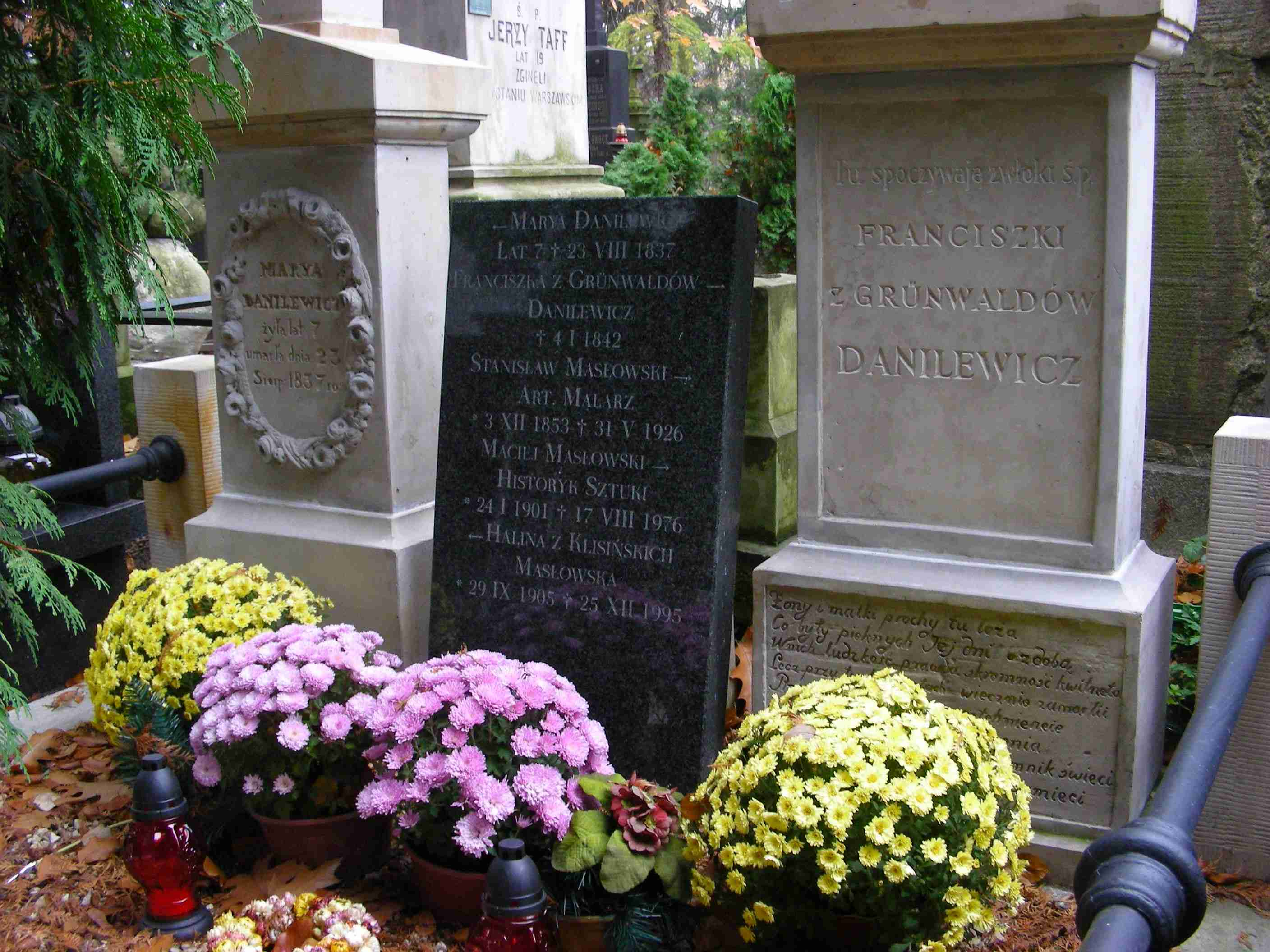
Grób Macieja Masłowskiego na cmentarzu Powązkowskim w Warszawie, kwat. 11-1-7/8, stan w listopadzie 2012

Maciej Masłowski (ur. 24 stycznia 1901 w Warszawie, zm. 17 sierpnia 1976 w Wysokiem Mazowieckiem) – polski historyk sztuki.

## Życiorys
Był synem artysty malarza Stanisława Masłowskiego (1853–1926) i nauczycielki muzyki Anieli z Ponikowskich (1864–1940). Po ukończeniu gimnazjum im. Mickiewicza (Konopczyńskiego) w Warszawie studiował na Uniwersytecie Warszawskim, początkowo historię, a następnie historię sztuki u prof. Zygmunta Batowskiego.
W latach 1931–1939 pracował w Wydziale Sztuki Ministerstwa Wyznań Religijnych i Oświecenia Publicznego (WRiOP) i równocześnie jako dyrektor Ruchomej Wystawy Sztuki i organizator Wakacyjnych Instytutów Sztuki (w Żabiem na Huculszczyźnie – 1938 i w Zakopanem – 1939). Od 1937 był delegatem Ministra WRiOP do Międzyministerialnej Komisji ds. Przemysłu Ludowego i Sztuki Ludowej.
W latach 1939–1945 był doradcą artystyczno-naukowym Towarzystwa Ochrony Sztuki Ludowej w Warszawie „Tamka”, Warszawa, ul. Tamka 1. Zamieszkiwał do 1941 w Warszawie (ul.Chmielna 60 – ten dom wraz z odcinkiem Chmielnej między ul. Marszałkowską a aktualną w 2021 – Aleją Jana Pawła II został zniszczony na przełomie lat 1944 i 1945 w ramach planowego systematycznego zburzenia Warszawy po zakończeniu powstania warszawskiego), a później, wraz z rodziną, w okolicy Warszawy, w osadzie „Wierzbówek” w Otrębusach (wówczas gmina Helenów, powiat Sochaczew-Błonie) dojeżdżając kolejką EKD do pracy zarobkowej w Warszawie. Od sierpnia 1945, do śmierci w sierpniu 1976, zamieszkiwał wraz z rodziną w Podkowie Leśnej (przy ulicy Jeleniej, początkowo pod nr 6, a w miarę zmian numeracji – kolejno pod nr 36 i 3).
W latach 1945–1946 współpracował z Państwowym Instytutem Historii Sztuki w Warszawie. W okresie 1947–1949 był profesorem Wyższej Szkoły Sztuk Plastycznych w Warszawie, a w latach 1948–1949 – dyrektorem Instytutu Upowszechniania Sztuk Plastycznych w Warszawie, przekształconego później w Centralne Biuro Wystaw Artystycznych, a następnie w Galerię Zachęta. W 1948 został komisarzem działu polskiego na Biennale w Wenecji, w 1949 – dyrektorem Muzeum Polskiego w Rapperswilu, w Szwajcarii. W tym samym roku był też komisarzem Retrospektywnej Wystawy Malarstwa Polskiego w Pradze, w Czechosłowacji. W latach 1950–1951 był samodzielnym pracownikiem nauki w Państwowym Instytucie Sztuki w Warszawie (przekształconym później w Instytut Sztuki PAN).
W okresie stalinowskim – od 1951 – zrezygnował z pracy etatowej, do której już nie powrócił. Usiłując przetrwać podejmował się różnorodnych zajęć zarobkowych (m.in. rękodzieło – tkactwo samodziałowe i farbiarstwo, dzierżawa gospodarstwa rolnego) i uprawiał pracę naukowo-badawczą i literacką w domu w Podkowie Leśnej (gdzie mieszkał stale od 1945 do śmierci w 1976). Udało mu się jednak uniknąć represji takich, jakich doświadczyli niektórzy jego koledzy – historycy sztuki: prof. Jerzy Sienkiewicz i Michał Walicki, którzy opuścili komunistyczne więzienie dopiero w przeddzień upadku reżimu Bolesława Bieruta, „odwilży październikowej” i dojścia do władzy Władysława Gomułki w 1956 r.
Po 1956 opublikowano między innymi jego prace o Józefie Chełmońskim, Maksymilianie Gierymskim, Juliuszu Kossaku, Piotrze Michałowskim, Stanisławie Masłowskim, Zygmuncie Waliszewskim, Julianie Fałacie. Jego książki zdobyły sobie wysokie oceny, niekiedy pełne superlatywów. Szczególnie wysoko zostały ocenione obie książki poświęcone Józefowi Chełmońskiemu. Materiały do nich gromadził przez kilkadziesiąt lat – już w okresie międzywojennym korzystając ze znajomości polskiego środowiska artystycznego drugiej połowy XIX wieku. Wiedza ta była unikalna, ponieważ łączyła profesjonalne przygotowanie i warsztat historyka sztuki z przekazem międzypokoleniowym pochodzącym od jego ojca Stanisława, artysty-malarza, a zarazem kolegi Józefa Chełmońskiego z "Warszawskiej Klasy Rysunkowej". Dzięki temu mógł w swych pracach sugestywnie ukazać nie tylko problematykę twórczości, ale i atmosferę, w której powstawały dzieła polskich artystów tamtej epoki.
W wieku młodzieńczym i w latach międzywojennych Maciej Masłowski kultywował ponadto swe zainteresowania muzyczne, jako kolekcjoner folkloru, meloman (bywalec koncertów wraz ze swym bratem ciotecznym Wacławem Ponikowskim), a także w gronie rodziny i przyjaciół grając na fortepianie, zwłaszcza utwory Chopina. W starszym wieku, w wolnych chwilach podejmował także amatorskie próby malarstwa i poezji.

## Życie prywatne
Od 1933 r. był żonaty z Haliną z Klisińskich. Miał dwoje dzieci. Pochowany został na cmentarzu Powązkowskim w Warszawie (Stare Powązki) w grobie rodzinnym (kwatera 11-1-7/8).

## Publikacje zwarte
- Henryk Grombecki – Studium monograficzne, Warszawa 1936;
- Piotr Michałowski, Warszawa 1957, wyd. „Sztuka”;
- Stanisław Masłowski, Warszawa 1957, wyd. „Sztuka”[30];
- Stanisław Masłowski – Materiały do życiorysu i twórczości, Wrocław 1958, wyd. „Ossolineum” (w serii Źródła do dziejów sztuki polskiej, t.VII)[31];
- Wstęp i opracowanie krytyczne „Pamiętnika malarza” Mariana Trzebińskiego, Wrocław 1958, wyd. „Ossolineum”;
- Zygmunt Waliszewski, Warszawa 1962, wyd. „Arkady”;
- Dzieje Polski w obrazach (wstęp i wybór ilustracji do albumu), Warszawa 1962, wyd. „Arkady”;
- Studia malarskie Wojciecha Kornelego Stattlera w Krakowie i Rzymie, Wrocław 1964, wyd. „Ossolineum”;
- Julian Fałat, Warszawa 1964, wyd. „Arkady”;
- Malarski żywot Józefa Chełmońskiego, Warszawa 1965, wyd. PIW (2. wydanie – 1972). 3. wyd. Warszawa 2014, nakł. Wydawnictwa „Bellona”,
- Cyprian Godebski – Listy o sztuce – opracowanie krytyczne, wstęp i komentarze, Kraków 1970, Wydawnictwo Literackie;
- Maksymilian Gierymski i jego czasy, Warszawa 1970, wyd. PIW (2. wydanie – 1976);
- Józef Chełmoński, Warszawa 1973, wyd. „Auriga” – Wydawnictwa Artystyczne i Filmowe;
- Piotr Michałowski, Warszawa 1974, wyd. „Arkady” w serii „W kręgu sztuki”;
- Piotr Michałowski, Berlin 1974, wyd. Henschel Verlag und Gess.;
- Juliusz Kossak, Warszawa 1984, wyd. „Auriga” – Wydawnictwa Artystyczne i Filmowe (2. wyd. – 1986, 3. wyd. – 1990).
- Zobacz także: Katalog Biblioteki Narodowej w Warszawie – [dostęp 2019-09-05]
- Zob. ponadto: WorldCat [dostęp 2018-02-12]

## Publikacje w czasopismach
Obszar zainteresowań Macieja Masłowskiego ilustruje ponadto lista jego wybranych publikacji w czasopismach z lat 1927–1976 i prac opublikowanych pośmiertnie (w 2018):
- L’Exposition a l’Ecole des Beaux Arts (Chronique artistique) – „Messager Polonais” 1923, No 148 (443),
- Kazimierz Dolny, „Ziemia”, Warszawa 1927, nr 19,
- Architektura świecka Kazimierza Dolnego, „Ziemia”, Warszawa 1927, nr 20,
- Une exposition des oeuvres de M. Mund (La vie artistique), „Messager Polonais” 1928, No 111 (999),
- Felix Jabłczyński (La vie artistique), „Messager Polonais” 1928, No 119 (1007),
- Gineyko, „Wiadomości Literackie, Warszawa 1929, VI, nr 22,
- Wacław Husarski – rzeźba polska od 18 wieku – recenzja z publikacji zbiorowej pt. „Sztuka Polska”, Warszawa 1932, „Biuletyn Historii Sztuki”, 1933, r.I, nr 4,
- W odpowiedzi p. Wacławowi Husarskiemu, „Biuletyn Historii Sztuki”, Warszawa, 1934, nr 4,
- Plastyka w r. 1934, „Życie Sztuki”, t.II, Warszawa 1935 (wspólnie z H. Garlińską),
- Wystawa Skoczylasa w IPS, „Pion”, Warszawa 1934, r. III, nr 2,
- Na marginesie naszych stowarzyszeń artystycznych, „Pion”, Warszawa, 1935, r. III nr 3,
- Wystawa Witolda Pruszkowskiego w „Zachęcie”, „Pion”, Warszawa, 1935, r. III, nr 6,
- Wystawa Józefa Mehoffera, „Pion”, Warszawa 1935, r. III, nr 30,
- Józef Chełmoński, Wyd. „Ruchoma Wystawa Sztuki”, Warszawa 1935,
- W sprawie sztuki ludowej – część I: „Polska Zbrojna w Kulturę” (dodatek niedzielny „Polski Zbrojnej”), 1937, 11 kwietnia 1937, część II: 25 kwietnia 1937,
- Więcej wewnętrznej propagandy sztuki, „Polska Zbrojna w Kulturę”, 1937, nr 18,
- O Zygmuncie Waliszewskim – „Polska Zbrojna w Kulturę”, 6 czerwca 1937,
- Polski Malarz w Petersburgu (Jan Ciągliński) – „Polska Zbrojna w Kulturę”, 20 czerwca 1937,
- Nowoczesne malarstwo rumuńskie, „Polska Zbrojna w Kulturę”, 1937, nr 176, 28 czerwca,
- Malarstwo Wyczółkowskiego – „Polska Zbrojna w Kulturę”, 24 października 1937,
- Tadeusz Kulisiewicz, artykuł w miesięczniku „Arkady”, Warszawa 1937,
- Kronika Plastyczna, „Życie Sztuki”, Warszawa 1938, t.III (wspólnie z H. Garlińską),
- Jesteśmy w Warszawie – artykuł o malarstwie polskim, publ. zbior. wyd. Związku Literatów, Warszawa 1939,
- Ferdynand Ruszczyc – życie i dzieło, Wilno 1939 – recenzja, „Biuletyn Historii Sztuki”, 1946, nr 3/4,
- Nieznane rysunki Witolda Wojtkiewicza, „Przegląd Artystyczny”, 1950, nr 10-12, s. 60,
- Wojciech Piechowski, „Przegląd Artystyczny”, 1951, nr 3,
- Sylweta artysty – katalog wystawy Zygmunta Waliszewskiego, wyd. Centralne Biuro Wystaw Artystycznych, Warszawa 1957,
- Wojciech Jastrzębowski – studium monograficzne (opr. na zamówienie Związku Polskich Artystów Plastyków), Warszawa 1961[32][33],
- Na marginesie książki Włodzimierza Bartoszewicza: „Buda na Powiślu”, „Rocznik Warszawski”, 1967,
- Rok pierwszy Związku Plastyków, „Litery – miesięcznik społeczno-kulturalny wybrzeża”, Gdańsk, listopad 1969 nr 11 (95),
- Stanisław Witkiewicz odczytany na nowo, „Twórczość” 1972, nr 10,
- O twórczości Chełmońskiego, „Twórczość” 1973, nr 7,
- Nowoczesna formacja artysty, „Sztuka”, kwiecień 1975,
- To nie uczeń – to mistrz (esej o P. Michałowskim), miesięcznik „Polska”, 1975,
- Twórczość Witkiewicza w obiektywie Marii Olszanieckiej – recenzja: „S.Witkiewicz – Pisma zebrane” pod red. J. Z. Jakubowskiego i M. Olszanieckiej, t. II, vol 1-2, „Biuletyn Historii Sztuki”, 1976,
- Z dziejów polskiej sztuki stosowanej. Wojciech Jastrzębowski (1884-1963) – publ. 2018 – internetowa witryna „CultureAve.com” – część I[32] i część II[33],
- Krystyna i Konrad Sadowscy, publ. w 2018 – internetowa witryna „CultureAve.com”[34].